# Lenapes

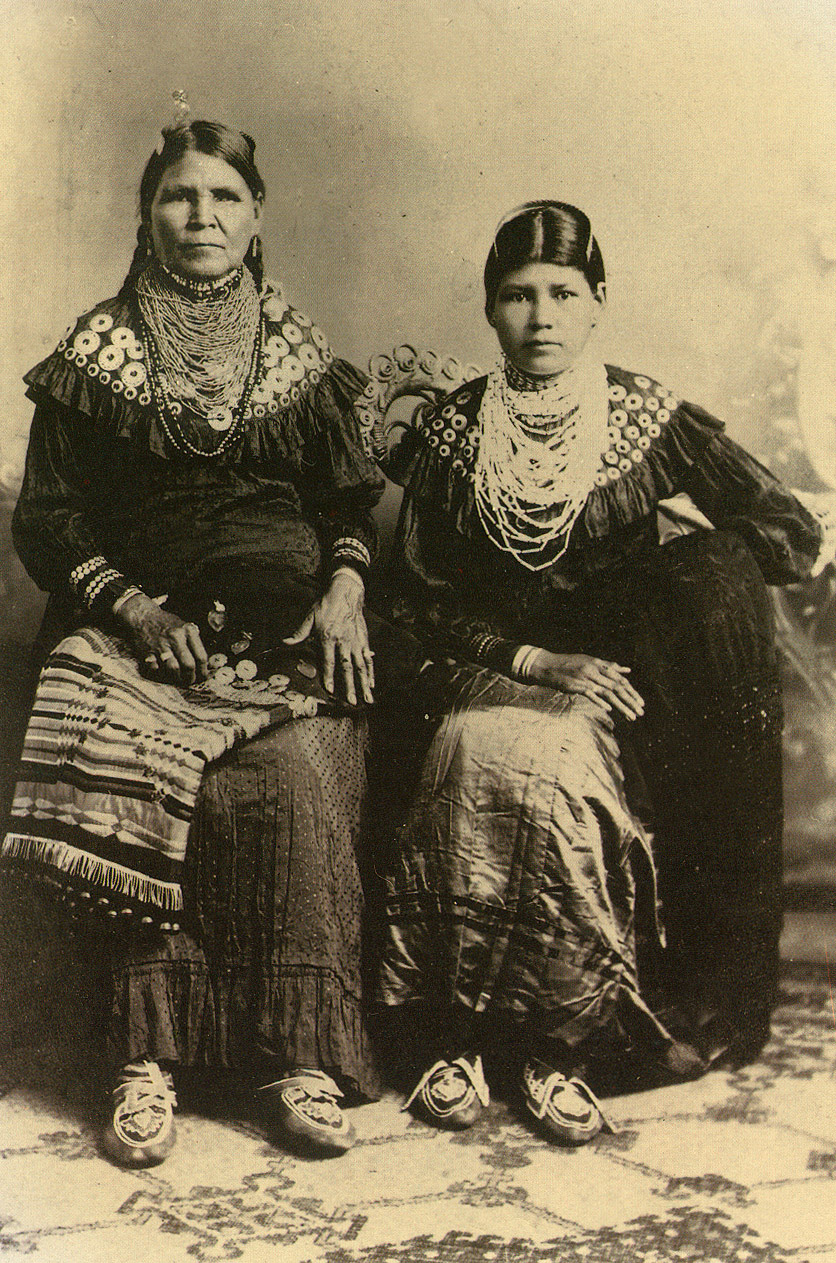
Mãe e filha do povo Lenape, foto de 1915.

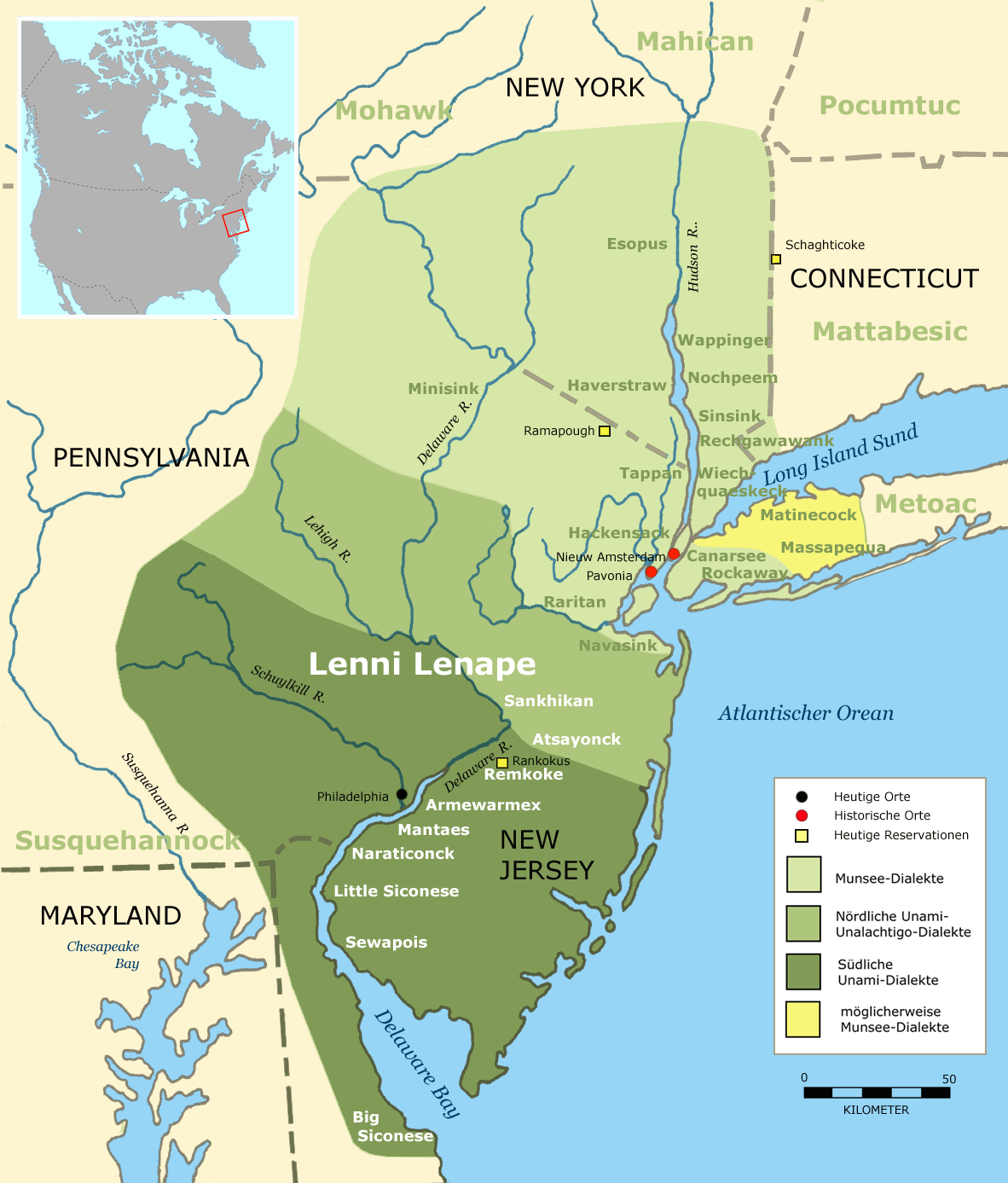
Mapa mostrando aproximadamente onde diferentes idiomas lenapes eram falados.

Os lenapes (Lenape, AFI: [lɛnəpi], [lɛnapeɪ] ou [ləˈnɑpi], "o povo") são um grupo de diversas tribos organizadas de indígenas dos Estados Unidos com características culturais e linguísticas em comum. Também são conhecidos como Lenni Lenape (o "povo verdadeiro") ou como os "Índios do Delaware"; esta última expressão era empregada para designar todos os lenapes que habitavam ao longo do rio Delaware, batizado pelos colonos ingleses em homenagem a Thomas West, 3º Barão De La Warr, então governador da colônia de Jamestown.
Durante o período de contato inicial com os europeus, nos séculos XVI e XVII, os lenapes habitavam a região conhecida como Lenapehoking, correspondente aproximada à área em torno e entre os rios Delaware e Hudson, englobando os atuais estados americanos de Nova Jérsei, o leste da Pensilvânia (em torno do vale do Delaware), a costa norte de Delaware, e o sul de Nova Iorque, especialmente o vale do Hudson e o Porto de Nova Iorque. Falam dois idiomas próximos, membros da subfamília algonquina, conhecidas coletivamente como línguas delaware: o unami e o munsee.
A sociedade lenape estava organizada em clãs, determinados pela descendência matrilinear; o território, no entanto, era coletivo. Durante o período do contato com os europeus, os lenapes praticavam a agricultura em grande escala, plantando principalmente milho. Também praticavam a caça e a pesca. Eram primordialmente sedentários, deslocando-se apenas para diferentes acampamentos de acordo com a estação do ano.
Após a chegada dos colonos e comerciantes holandeses no século XVII, os lenapes e outras tribos da região envolveram-se maciçamente com o comércio de peles na América do Norte. Isto acabou por dizimar as populações de castores da região, o que se provou desastroso tanto para os lenapes quanto para os colonos. Os lenapes ainda foram enfraquecidos pelas novas doenças contagiosas trazidas pelos forasteiros e pelos conflitos armados, tanto com europeus quanto com seus tradicionais inimigos indígenas, os susquehannock, falantes do iroquês. Ao longo dos séculos seguintes acabaram por ser expulsos de suas terras por diversos tratados e pela superpopulação de colonos brancos. Na década de 1860 a maior parte dos lenapes que viviam no Leste dos Estados Unidos havia sido despachada para o Território de Oklahoma. No século XXI a maioria dos lenapes vive no atual estado de Oklahoma, enquanto outros vivem no Kansas, Winsconsin, Ontário, e em suas terras tradicionais.